# Автоматическая винтовка
Автоматическая винтовка — это винтовка, в которой энергия пороховых газов используется не только для выбрасывания пули, но и для производства всех действий, необходимых для перезаряжания.
Согласно классификации конструктора оружия В. Фёдорова, автоматические винтовки делятся на две основные категории:
- самозарядные винтовки — для производства каждого одиночного выстрела требуется каждый раз нажатие на спусковой крючок.
- самострельные винтовки — нажатие на спусковой ключок вызывает целый раз непрерывных выстрелов до полного израсходования всех патронов магазина или до прекращения нажатия на спуск.

Тем не менее, на практике, автоматическими называют именно самострельные винтовки. Что касается самозарядных винтовок, то на практике автоматическими их  не называют в принципе, при этом распространен западный вариант — полуавтоматические.
Автоматические винтовки после Второй мировой войны являются основным видом оружия стрелков, мотострелков, пехоты, моторизованной пехоты в большинстве государств и стран мира. На начало XX столетия Мексика первая решила принять автоматические винтовки и предприняла перевооружение своей армии, переделав винтовку системы Маузера по системе генерала Мондрагон. На тот период времени, во всех крупных европейских государствах, велись настойчивые опыты по выработке и испытанию образцов автоматических винтовок (автоматических ружей), так в Англии, еще в 1904 году, были объявлены ряд конкурсов на образец автоматическое винтовки. В России такие работы проводились на Сестрорецком оружейном заводе.

## Терминология
Значение термина «автоматическая винтовка» существенно менялось с течением времени. Изначально, пока такое оружие было редкостью, им обозначали любую винтовку, в которой для перезаряжания использовался источник энергии, отличающийся от мышечной силы стрелка, отдача оружия или отвод части пороховых газов, — вне зависимости от того, была ли она способна стрелять очередями или только одиночными выстрелами. Впоследствии, по мере распространения нового оружия и появления его разновидностей, название «автоматическая винтовка» закрепилось лишь за теми образцами, которые позволяли ведение огня очередями. Те же винтовки, в которых перезаряжание осуществлялось также автоматически, но огонь мог вестись только одиночный, получили название «самозарядных винтовок».
В данной статье история появления и развития обоих видов оружия рассмотрены отчасти совместно, тем более, что различия в конструкции и боевом применении обоих видов оружия вплоть до распространения промежуточных патронов, и оружия под них не были принципиальными, так что разделение их в рамках исторического раздела было бы искусственным.
При этом термин «автоматическая винтовка» используется в его узком, современном смысле — для обозначения винтовки, способной вести огонь очередями : винтовки, такой возможности не имеющие, именуются «самозарядными», а вместе те и другие будут обозначаться общим термином - «с автоматизированным перезаряжанием».
Многие из описываемых в данной статье образцов, строго говоря, относятся не к винтовкам, а к карабинам. Однако, с другой стороны, сам по себе термин «карабин» как раз и означает более лёгкую и короткую разновидность винтовки, причём чёткие критерии, позволяющие однозначно отнести тот или иной образец к винтовкам или карабинам, если и существуют, то носят весьма расплывчатый характер. Так что совместное их рассмотрение также вполне допустимо, — тем более, что, несмотря на некоторую разницу с точки зрения габаритов, удобства в обращении и характеристик, по своим боевым качествам автоматические винтовки и автоматические карабины на практике часто оказываются достаточно близки друг к другу. Здесь более существенными, чем вопросы классификации, оказываются большая близость их между собой с точки зрения назначения и роли в бою.

## Поколения
В советской и российской литературе часто выделяют два поколения автоматических винтовок, различающихся используемым боеприпасом и общей концепцией.
Автоматические винтовки первого поколения появились в самом конце XIX — начале XX века. Они использовали для стрельбы винтовочные патроны — те же самые, которые использовались в неавтоматических магазинных винтовках.
Сюда же относится и послевоенное оружие под стандартный в рамках блока NATO «уменьшенный» (по сравнению с принятым в США до него .30-06 — 7,62×63 мм) винтовочный патрон 7,62×51 мм, в некоторых странах состоящее на вооружении до сегодняшнего дня.
Из-за излишних мощности, размера и массы таких патронов, автоматические винтовки первого поколения имели большие размеры и массу, были сложны и дороги в изготовлении, и при этом — имели очень низкие характеристики при стрельбе очередями.
Поэтому основным режимом огня для них был одиночный, а автоматический предписывалось вести лишь в критический момент боя.
Ввиду этого, в отличие от получивших в некоторых странах довольно широкое распространение самозарядных винтовок под те же патроны, они практически нигде не были приняты на вооружение в качестве основного пехотного оружия, вместо чего наряду с ними на вооружении пехоты состояли устаревшие магазинные винтовки и карабины с ручным перезаряжанием, самозарядные винтовки под тот же патрон, а также — различные модели пистолетов-пулемётов под пистолетный боеприпас.
Некоторые модели автоматических винтовок первого поколения имели складные сошки, которые позволяли при необходимости использовать их в качестве ручного пулемёта, что существенно повышало эффективность огня очередями, но делало такие образцы ещё более тяжёлыми и громоздкими.
Автоматические винтовки второго поколения (а точнее — укороченные автоматические карабины) появились во время Второй мировой войны в нацистской Германии, а несколько позже, уже в послевоенные годы — в СССР.
К их появлению привели: богатый опыт разработки и эксплуатации самозарядных и автоматических винтовок первого поколения — с одной стороны; анализ применения и работы по повышению боевых качеств пистолетов-пулемётов, на тот момент массово использовавшихся обеими странами — с другой.
Они использовали для стрельбы специально созданные для них принципиально новые патроны, так называемые «промежуточные» (промежуточные по мощности между использовавшимися в ранних автоматических винтовках винтовочно-пулемётными — и пистолетными, под которые были выполнены пистолеты-пулемёты), что позволило существенно облегчить оружие, сделать его более компактным и при этом — повысить эффективность ведения из него автоматического огня.
За основной принцип работы автоматики был взят главным образом отвод пороховых газов через поперечное отверстие в стенке ствола. Способы запирания ствола различные, чаще всего с применением вращающейся личинки с боевыми выступами или путем перекоса затвора, они имеют сцепленные или полусвободные затворы.
Для отличия от иных образцов автоматических винтовок под старые патроны и в Германии, и в СССР для нового оружия были приняты оригинальные названия, в большой степени условные — соответственно штурмовая винтовка (Sturmgewehr) и автомат. Оба они вполне соответствуют понятию «автоматический карабин под промежуточный патрон».
Первый термин впоследствии получил на Западе широкое распространение для обиходного обозначения автоматических винтовок и карабинов второго поколения в целом, но при этом в качестве официального он практически не используется. Впоследствии, вместе с переводной литературой, он проник и в русский язык и нередко используется для обозначения систем оружия иностранного происхождения (например, американской винтовки M16).
После войны в Германии работы в данном направлении были прекращены из-за экономических проблем, а впоследствии — ввиду унификации боеприпасов в рамках образовавшихся военно-политических блоков (НАТО для ФРГ и ОВД для ГДР).
В СССР же под принятый ещё в годы войны промежуточный патрон 7,62×39 мм в 1947 году был создан, а в 1949 — принят на вооружение весьма удачный образец нового типа оружия — автомат Калашникова, ставший на долгие десятилетия вперёд основным оружием советской и российской пехоты; модернизированные варианты его находятся на вооружении до настоящего времени.
По габаритам и длине ствола АК (как и StG-44) соответствует не «полноразмерной» винтовке, а укороченной, то есть карабину; автоматической винтовке же отчасти соответствует созданный на его базе пулемёт РПК, в роли которой его иногда и применяют (при стрельбе с рук без сошек). Кроме того, настоящие автоматические винтовки на базе системы Калашникова создавались в ряде иностранных государств, примеры — югославская автоматическая винтовка Застава M77 под патрон 7.62 mm NATO или китайская Type 81.
Между тем, в рамках враждебного СССР и его союзникам блока НАТО в тот же период времени была проведена унификация используемых боеприпасов, причём в качестве основного для пехотного оружия был принят американский винтовочно-пулемётный патрон Т65, 7,62×51 мм NATO — хотя и уменьшенный относительно использовавшегося в США до него патрона .30-06 (7,62×63 мм), но всё ещё остававшийся по своей мощности в рамках обычных винтовочных патронов предыдущего поколения.
Созданные под этот патрон системы оружия — винтовки M14, AR-10, FN FAL, L1, HK G3 и другие — хотя порой и содержали в своей конструкции ряд новшеств по сравнению с автоматическими винтовками довоенного и военного периода, таких, как отдельные цевьё, приклад и пистолетная рукоятка вместо цельной деревянной ложи, но всё же не были прямыми аналогами принятого в странах Соцлагеря оружия под промежуточные патроны, в большинстве случаев оставаясь излишне крупными, массивными и имея низкую кучность автоматического огня.
Это, а также небольшой, ввиду чрезмерных массы и размера патронов, носимый боезапас по-прежнему вынуждало стрелка большую часть времени использовать новые винтовки в качестве самозарядных (собственно, многие из них имели модификации, вообще лишённые возможности стрелять очередями), а автоматический огонь применять лишь в случае крайней необходимости. Американские автоматические винтовки M14 в годы войны во Вьетнаме как правило даже выдавались солдатам со снятым переводчиком режимов огня, так как в большинстве случаев стрельба из них очередями с рук была пустой тратой патронов.
Для автоматов, напротив, автоматический огонь с самого начала был обозначен в качестве основного его режима, а применение в них «промежуточных» патронов делало его эффективность вполне приемлемой для решения боевых задач. Это было связано главным образом с широким опытом массового применения Советской армией пистолетов-пулемётов, полученным в годы Второй мировой войны, в результате чего создание высокой плотности огня было признано приоритетной задачей в бою, а автомат рассматривался по сути как пистолет-пулемёт с повышенной дальностью стрельбы. По тем же причинам был быстро снят с вооружения самозарядный карабин Симонова под тот же патрон, превосходивший автомат по эффективности одиночного огня, что было признано малозначительным по сравнению с соображениями унификации вооружения.
Разработка оружия, соответствовавшего по классу советским автоматам под промежуточные патроны, началась в США лишь в конце пятидесятых годов, причём произошло это в связи с появлением так называемых «малоимпульсных» промежуточных патронов уменьшенного калибра.
Первый образец его, винтовка M16 под промежуточный патрон 5,56×45 мм, была принята на вооружение лишь в 1964 году.
После этого началось постепенное распространение нового промежуточного патрона по странам НАТО, каковой процесс окончательно завершился лишь в восьмидесятых годах и сопровождался снятием с вооружения или переводом «на вторые роли» оружия под устаревший боеприпас 7.62 mm NATO.
Впоследствии по примеру НАТО в СССР также был совершен переход с промежуточного патрона нормального калибра (7,62 мм) на малокалиберный промежуточный патрон 5,45×39 мм, целесообразность которого до сих пор остаётся темой жарких дискуссий.
На Западе никакой разницы в плане терминологии между оружием под патрон 7.62 NATO и под новые малоимпульсные промежуточные патроны не делают. И то, и другое в большинстве случаев обозначается при помощи термина, соответствующего русскому слову «винтовка». В частности, та же M16 имеет официальное обозначение — Rifle, Caliber 5.56 mm, M16, то есть — «винтовка, калибр 5,56 мм, модель 16». Собственно говоря, сам по себе термин «промежуточный патрон» (intermediate cartridge) в западной терминологии никогда не являлся официальным или литературным, а боеприпасы, по отечественным стандартам попадающие в этот класс, обозначаются просто как «винтовочные» (rifle cartridge).
Правда, в англоязычных источниках иногда автоматические винтовки под «обычные» винтовочно-пулемётные патроны обозначают как battle rifle, а под промежуточные — как assault rifle, но такое деление не является официальным и в значительной степени условно (однако, к примеру, американская винтовка Mk 14 EBR mod. 0 официально называется Enhanced Battle Rifle). Термин assault rifle, «штурмовая винтовка», вообще не является строго и однозначно определённым, относится скорее к околооружейному сленгу и в обиходе может применяться по отношению практически к любому скорострельному длинноствольному ручному оружию.
Автор ряда книг по истории военных технологий Энтони Уильямс (Anthony G. Williams) определяет штурмовую винтовку как «принятую на вооружение винтовку, способную вести контролируемый огонь очередями с рук, и имеющую эффективную дальность стрельбы на дистанцию не менее 300 метров», причём однозначно исключает из этого класса пистолеты-пулемёты и оружие под «полноразмерные» винтовочные патроны (автоматические винтовки первого поколения), включая 7,62×51 мм НАТО. Как видно из определения, по смыслу оно вполне соответствует принятому в русскоязычной терминологии термину «автоматическая винтовка второго поколения».
Если конструкторы СССР и, в большинстве своём, других стран ОВД после войны сосредоточили своё внимание на создании автоматических карабинов (автоматов), то на Западе даже после перехода на промежуточные малоимпульсные патроны продолжили совершенствовать концепцию полноразмерной автоматической винтовки, приспособленной преимущественно для ведения меткого огня одиночными выстрелами, а автоматический режим имеющей в качестве дополнительного.
Например штатная винтовка армии США М16 имеет в качестве основного режима огня не автоматический, как у автоматов, а одиночный. Это обуславливает многие её особенности конструкции, в частности — весьма длинный ствол (508 мм или 91 калибр, против 415 мм или 54 калибров у АК и 76 калибров у АК-74), а также определяет её превосходство над АК и многими другими образцами именно по кучности боя одиночными выстрелами. Современная общевойсковая модификация этого оружия вообще лишена возможности вести автоматический огонь, вместо чего она имеет режим стрельбы короткими очередями с «отсечкой» по 3 выстрела.
Карабин M4 на её базе, аналогичный автоматам по размерам, длине ствола и роли в бою, был принят на вооружение в 1994 году, по опыту боевых действий, которые показали излишнюю для многих боевых ситуаций длину винтовок типа М16.
Таким образом, несмотря на наблюдаемые большое однообразие устройства и принципов действия различных образцов современных автоматических винтовок и карабинов второго поколения, в разных странах всё же выработаны различные концепции их боевого применения и, как следствие, каноны проектирования, что стало причиной появления их весьма различных по своим тактико-техническим характеристикам моделей.

## История
Идея автоматизации перезаряжания стрелкового оружия для повышения его огневой мощи появилась очень давно, ещё до появления унитарных патронов с металлической гильзой и бездымных порохов.
В 1854 году в Англии Генри Бессемер запатентовал скорострельную пушку, в которой затвор открывался силой отдачи, производил перезаряжание и взведение спускового механизма. За ним последовали системы Блакели, Массо, Калье, Мокриффа, Джонсона, Миллера и другие, но ни одна из них не получила развития.
В 1863 году проект винтовки с автоматизированным перезаряжанием был предложен американцем Регулом Пилоном, она должна была иметь скользящий затвор и возвратную пружину. В 1866 году англичанин Джозеф Кёртис разработал винтовку с автоматизированным перезаряжанием и барабанным магазином по типу револьверного барабана. Свой вариант винтовки с автоматизированным перезаряжанием создал и француз Реффи, автор одного из первых прообразов пулемёта (митральезы, или картечницы), но все эти ранние попытки автоматизации ручного оружия оказались малоуспешны.
В 1882 году в США фирмой «Винчестер» был выпущен самозарядный карабин 30-го калибра (7,62 мм), имевший свободный затвор и магазин на 8 патронов. В следующем году Хайрем Максим выпустил первый вариант своего знаменитого пулемёта, стрелявший патронами 45-го калибра (11,43 мм) с дымным порохом, используя для работы автоматики отдачу ствола c коротким ходом и кривошипно-шатунное запирание. Ещё через год он же сконструировал и винтовку с автоматизированным перезаряжанием, использовав в качестве основы магазинную винтовку «Винчестер» модели 1873 года, а позднее — ещё один вариант, использовавший для работы автоматики отдачу ствола с коротким ходом. Считается, что именно винтовки Максима были первым хорошо действующими образцами ручного оружия с автоматизированным перезаряжанием, хотя они, в отличие от его пулемёта, завоевавшего шумный успех, и не были приняты на вооружение ни одной армией.
За этим последовало создание множества систем, таких, как системы Мадсена-Расмусена (1886), Браунинга (1889), Клера, Гочкиса, Маннлихера, Бергмана, Шварцлозе, Маузера и другие. Они уже был рассчитаны на новые патроны, стреляющие бездымным порохом, что значительно повысило их надёжность и работоспособность, так как бездымный порох был мощнее и давал намного меньше нагара, чем чёрный.
В России в 1886—1889 гг. предложили несколько своих проектов автоматической винтовки бывший лесничий Д. Рудницкий и оружейный мастер М. Двоеглазов. Оригинальную автоматическую винтовку с неподвижным стволом, отличающуюся от всех известных в то время конструкций, в 1904 г. изобрёл талантливый самоучка Я. У. Рощепей — рядовой солдат русской армии, кузнец оружейно-ремонтной мастерской крепости Зегрж. Винтовка Рощепея была первой русской автоматической винтовкой с неподвижным стволом, автоматика которой реализовала принцип полусвободного затвора. Кроме них, среди российских конструкторов свои образцы автоматического оружия предложили В. Г. Федоров, Ф. В. Токарев, В. А. Дегтярёв, И. Н. Колесников, Н. М. Филатов, табельщик Стаганович, мастер Щукин, полковник Васмунд и другие оружейники-самоучки. Ни один образец в итоге не был востребован царскими властями и не производился российской промышленностью, автоматическое оружие предпочитали либо закупать за рубежом по баснословным ценам в пожарном порядке, либо производить в России по лицензии на привозных станках иностранного производства, что так же стоило не дёшево.
В 1896 году мексиканский генерал М. Мондрагон запатентовал свою первую винтовку, а в 1908 году её доработанный автоматический вариант был принят на вооружение в Мексике. Правда, из-за слабой технической базы заказ на изготовление винтовок системы Мондрагона (получивших словесное название «Порфирио Диаз» — Fusil Porfirio Diaz Sistema Mondragón Modelo 1908, в честь тогдашнего президента Мексики) был размещён в Швейцарии, на заводе SIG. Впоследствии, уже в годы Первой мировой войны, несколько тысяч винтовок Мондрагона, так и не выкупленных Мексикой из-за политических неурядиц, попали к немцам и были использованы ими в боевых действиях, впрочем, показав себя не лучшим образом.
При отключенном газоотводном механизме это оружие могло использоваться в качестве обычной магазинной винтовки с ручным перезаряжанием. Существовало несколько модификаций — с 8-патронным, с 20-патронным и с 30-патронным магазинами, а также — способный вести автоматический огонь лёгкий пулемёт со 100-патронным барабанным магазином.
С точки зрения конструкции винтовка Мондрагона имела практически все характерные черты современной самозарядной или автоматической винтовки: газоотводный двигатель, запирание канала ствола поворотом затвора, отъёмный магазин большой ёмкости. Однако надёжность и технологичность этого образца, как и других ранних систем с автоматическим перезаряжанием, были далеки от удовлетворительных, что и послужило причиной того, что в те годы практически ни одна автоматическая или самозарядная винтовка широкого распространения не получила.
Единственным исключением можно считать американскую автоматическую винтовку Браунинга образца 1918 года (BAR — Browning Automatic Rifle), но по своей сути она была скорее ручным пулемётом, на что указывает явно излишний для ручного оружия вес — 7-8 кг в зависимости от модификации, а также — наличие сошек на большинстве вариантов.
Также была очень близка к ручным пулемётам и автоматическая винтовка («автоматическое ружъё» в тогдашней терминологии) Шоша — Сюттера — Рибейроля C.S.R.G. Model 1915; собственно говоря, сегодня этот образец так обычно и именуют — пулемёт Шоша, но на самом деле для пулемёта у этого оружия была недостаточная ёмкость магазина, при этом оно было рассчитано на ведение огня с рук (правда, обслуживал его при этом всё же расчёт из двух человек).
Введённый в России / СССР для частичного вооружения армии в конце 1910-х — 1920-х гг. «автомат» Фёдорова, представлявший собой автоматическую винтовку, использовавшую достаточно удачно выбранный японский 6,5-мм патрон с небольшой по меркам винтовочно-пулемётных боеприпасов тех лет мощностью, также ограниченно применялся в боевых действиях, но даже с точки зрения самого конструктора оказался недостаточно надежной и излишне сложной конструкцией, поэтому он не имел шансов стать массовым образцом вооружения.
Вообще, касательно всех созданных в период до Второй мировой войны автоматических винтовок необходимо отметить следующее. Создатели ручного автоматического оружия в то время неизбежно вставали перед выбором из имевшихся на вооружении патронов, из которых по сути ни один для его успешной разработки не годился: либо излишне тяжёлых и мощных старых винтовочно-пулемётных, введённых ещё в конце XIX века к магазинным винтовкам и по своей мощности рассчитанных на ведение «плутонговой» стрельбы по навесной траектории и использование в пулемётах, — либо, наоборот, излишне маломощных пистолетных, которые обуславливали низкие боевые качества использовавших их пистолетов-пулемётов и, в большинстве случаев, невозможность их введения в качестве основного армейского стрелкового оружия.
Разработки же промежуточных между винтовочно-пулемётными и пистолетными по мощности патронов, самые ранние из которых восходят ещё к годам Первой мировой войны, в то время не получили развития из-за высокой стоимости перевооружения армии новыми боеприпасами и многих других факторов.
Поэтому абсолютное большинство ранних серийных винтовок с автоматизированным перезаряжанием были самозарядными. Если режим автоматического огня и был предусмотрен, то он использовался в качестве вспомогательного, предназначенного для экстренного момента боя, что было вызвано низкой эффективностью огня очередями из такого оружия, обусловленной большой отдачей и, как следствие, высоким рассеиванием при стрельбе с рук, а также небольшим запасом патронов — как имевшимся на самом оружии (как правило, ёмкость магазина не превышала 15-20 патронов, магазины на большее количество винтовочно-пулемётных патронов были чрезвычайно громоздки и использовались уже в основном на пулемётах), так и вообще носимым стрелком.
Дальнейшая эволюция автоматических винтовок как класса оружия связана с появлением в ходе Второй мировой войны и постепенным распространением в послевоенные годы промежуточных патронов — этой тематике посвящена отдельная статья.
Самозарядные же винтовки под винтовочно-пулемётные патроны были в межвоенный период приняты на ограниченное вооружение во многих странах в качестве дополнения к использовавшимся в качестве основного образца не автоматизированным магазинным винтовкам. Например, в СССР в годы войны достаточно массово использовалась винтовка Токарева — СВТ, которую в довоенный период планировалось со временем ввести в качестве основного образца пехотного стрелкового оружия — этим планам помешало начало боевых действий. Но лишь США сумели, опираясь на свою мощную оружейную промышленность и экономику в целом, незадолго до начала Второй мировой войны ввести самозарядную винтовку Гаранда в качестве основного образца пехотного стрелкового оружия, заменив ей все модели магазинных винтовок с не автоматизированным перезаряжанием.
Показательно, что с точки зрения конструкции винтовка Гаранда мало отличалась, скажем, от системы Мондрагона — например, она использовала такой же газовый двигатель с расположенным под стволом газовый поршнем, связанным с затворной группой при помощи длинного толкателя, идущего из под ствола к рукоятке затвора с правой стороны ствольной коробки. Однако совершенствование методов проектирования и технологии производства оружия за прошедшие между разработкой этих систем период уже позволило довести её до уровня надёжности и технологичности, позволяющего ввести её в качестве основного образца армейского стрелкового оружия.
Развиваясь, самозарядные винтовки под винтовочно-пулемётные боеприпасы успешно дожили до нашего времени, но используются уже не как общеармейское оружие, а в качестве специализированного оружия снайперов — например, советская СВД или американские M21 и M25.

## Современное состояние и перспективы
Ещё в конце 80-х годов XX века оружейный эксперт и историк оружия Александр Жук отмечал, что «современные автоматы находятся сейчас на такой же высокой степени развития, на какой среди неавтоматического оружия находились в своё время магазинные винтовки».
В начале следующего, XXI века, это утверждение тем более справедливо.
В настоящее время практически все резервы, связанные с эволюционным развитием существующей конструкции автоматических винтовок («штурмовых винтовок», автоматов) уже исчерпаны. Устройство различных образцов оружия данного типа носит в большинстве случаев принципиально одинаковый характер — для работы автоматики используются либо газоотводный двигатель того или иного типа, либо (намного реже) полусвободный затвор, устройство остальных механизмов также в большинстве случаев принципиально идентично.
Совершенствование данного типа оружия идёт в первую очередь по пути: улучшения эргономики; использования при изготовлении современных материалов, например — полимеров для ствольной коробки; внесения в оружие принципа модульности, позволяющего легко модифицировать его при помощи легкосъёмных модулей; внедрения новых, в том числе компьютеризированных, систем прицеливания; увеличения ёмкости магазина; построения винтовочно-гранатомётных комплексов той или иной сложности — от простого «подствольника» до разработанного в рамках программы OICW гибрида малокалиберного автомата с самозарядным 20-мм гранатомётом, имеющим собственный баллистический вычислитель и гранаты с элементами самонаведения на цель; и аналогичных улучшений, не затрагивающих основы устройства и функционирования самого оружия.
Наряду с этим, предпринимаются и попытки создания принципиально новых, революционных систем оружия. Порой по отдельным характеристикам они перекрывают характеристики серийных винтовок в несколько раз, но при этом страдают какие-либо иные показатели; либо созданные образцы не обладают достаточной надёжностью, либо их дороговизна, сложность в производстве или эксплуатации превышают получаемые от их внедрения выгоды.
Ни одно из этих перспективных направлений на настоящий момент так и не привело к появлению массового армейского оружия принципиально нового поколения.

### Безгильзовое оружие
В первую очередь здесь необходимо отметить работы над системами под безгильзовые боеприпасы.
Среди армейского оружия наиболее доведённым и единственным выпущенным малой серией образцом таковых является немецкая винтовка HK G11.
Комплекс перспективного армейского оружия, включающий автоматическую винтовку G11 с различными модификациями и используемый ей оригинальный безгильзовый патрон, были разработан в течение длительного периода с 1970-х по 1990-е годы немецкой компанией Heckler & Koch совместно с Dynamit Nobel AG.
С чисто технической точки зрения G11, безусловно, была выдающимся образцом, и остаётся им доныне. Внесённые её создателями в устройство огнестрельного оружия новшества носят пожалуй наиболее радикальный характер со второй половины XIX века, когда произошёл переход на казнозарядное оружие и патрон с металлической гильзой. Боевые характеристики, показанные этим образцом, также существенно превосходят показатели аналогичного серийного оружия.
Между тем, перспективы внедрения безгильзовых патронов и использующих их комплексов оружия в настоящее время выглядят достаточно туманно, особенно на фоне наметившегося перехода к гильзам из полимерных и композитных материалов, намного более лёгким по сравнению с латунными или стальными, что в значительной степени обесценивает одно из главных преимуществ безгильзовых систем — повышение носимого стрелком боекомплекта за счёт снижения массы каждого патрона, лишённого гильзы.
В 2004 году разработки по G11 были перекуплены американцами с целью использования при создании перспективного ручного пулемёта для Армии США в рамках программы Lightweight Small Arms Technologies; однако в процессе дальнейшей отработки концепции было принято решение отказаться от использования оригинального безгильзового боеприпаса в пользу построенного по схожей схеме (пуля, погружённая во взрывчатое вещество) гильзового с полимерной гильзой.
Даже поздний вариант патрона к самой G11 по сути уже не был безгильзовым, а принадлежал к так называемому типу «со сгорающей гильзой» — «гильза» была образована слоем лака на пороховой шашке патрона. Тем не менее, прочность и стойкость патронов при хранении всё равно оказались на низком уровне — в результате чего, в частности, снаряжение магазина к G11 в полевых условиях было невозможно, магазины должны были поступать в войска в снаряжённом на заводе виде; вместо проблемы же самовозгорания патрона в патроннике после длительного ведения огня, которую должен был устранить лак, появилась другая — загрязнение патронника и ствола в целом продуктами сгорания лакового покрытия, то есть по сути та же проблема, которая была характерна ещё для в своё время (середина XIX века) принятой на вооружение в Пруссии винтовки Дрейзе со сгорающей бумажной гильзой. По иронии, была характерна для G11 и другая также свойственная древней системе Дрейзе проблема — достижение обтюрации, то есть устранение прорыва пороховых газов в затворном узле (в обычном оружии она очень успешно решается за счёт гильзы, податливые стенки которой при выстреле прижимаются к стенкам патронника так плотно, что никакого прорыва газов не происходит). Хотя по заявлениям производителя она была решена положительно, механизм винтовки получился не только сложным (сами немцы иногда его сравнивают со швейцарскими часами), но и требующим очень высокой точности изготовления, что наверняка создало бы большие проблемы при выпуске оружия массовой серией.
Впрочем, всё же вероятно также применение в оружии будущего некоторых других конструктивных решений, характерных для G11 — таких, как поворотный казённик ствола, работающий в паре с газовым двигателем; расположенный сверху оружия магазин большой ёмкости (близкий по конструкции магазин уже применён на пистолете-пулемёте FN P90); дающая весьма существенное преимущество в кучности при стрельбе очередями фиксированной длины за счёт смещения импульса отдачи «лафетная» схема (уже применена на российском автомате под традиционный гильзовый боеприпас АН-94 «Абакан»; впрочем, аналогичные разработки велись в СССР и гораздо раньше, задолго до начала работ по G11 — например, автомат Ткачёва АО-62).

### Альтернативы для пуль
В качестве ещё одного перспективного направления, также имеющего отношение к винтовочным боеприпасам, можно назвать работы над стреловидными поражающими элементами (СПЭЛ).
Первые разработки в этой области относятся ещё к 1960-м годам, и велись независимо в СССР и США.
В СССР конструкторами Дворяниновым и Ширяевым были созданы (авторское свидетельство № 22527 от 1 июня 1960 года) несколько образцов боеприпасов со СПЭЛ калибра 3/7,62 мм (первая цифра — истинный диаметр подкалиберной стрелки, вторая — калибр ствола) и рассчитанный на них вполне работоспособный автомат АО-27 (1961 год).
Оперённые металлические стрелки массой 2,4 грамма имели высокую настильность траектории благодаря высокой начальной скорости (1060 м/с), она же в сочетании с большой поперечной нагрузкой сообщала им завидную пробивную способность. Дальность прямого выстрела составляла 530 м, против 350 у АК. Помимо этого, импульс отдачи оружия был очень невелик, примерно вдвое ниже, чем у обычного автомата. Для повышения поражающего действия посередине стрелки имелся пропил, благодаря которому в раневом канале она ломалась на две части, которые начинали «кувыркаться», создавая в тканях временные полости.
Позднее был создан и патрон для оружия калибра 7,62×54R, винтовки Драгунова и пулемёта Горюнова СГ-43. Он показал высокие снайперские качества, а также обеспечивал двойную живучесть пулемётного ствола. Большая настильность траектории подкалиберной пули компенсировала несколько худшую, по сравнению со снайперским патроном калибра 7,62 мм, кучность боя.
Тем не менее, в те годы было отмечено два существенных недостатка системы со СПЭЛ — во-первых, высокая стоимость боеприпасов, во-вторых — сравнительно низкое останавливающее действие. Поэтому работы в этом направлении в СССР так и не вышли за рамки опытно-конструкторских.
Американцы начали работы над боеприпасами со СПЭЛ немного раньше — первый патент на него был получен Ирвином Барром в 1954—57 годах, но впоследствии шли они намного медленнее — первые действующие образцы появились лишь в середине шестидесятых — семидесятых годах. Среди программ, в которых фигурировали СПЭЛ, можно назвать такие, как SPIW, Steyr ACR, SCMITR.
Ни одна из них также не привела к появлению серийного образца.
Тем не менее, вполне вероятно, что разработки в этой области в будущем станут основой для создания новых типов боеприпасов и даже оружия, так как даваемые ими преимущества в эффективной дальности стрельбы и пробивной способности становится в последнее время особо актуальными, последнее — в связи с распространением бронежилетов и иных средств индивидуальной защиты. В Австрии фирмой Steyr уже создана, хотя и не принята на вооружение, крупнокалиберная (15,2 мм) «противоматериальная» (предназначенная для борьбы с материальной частью войск противника — небронированной и легкобронированной техникой) снайперская винтовка (впрочем, применение термина винтовка к этому гладкоствольному оружию некорректно) AMR / IWS 2000, имеющая гладкий ствол и ведущая огонь СПЭЛ, построенными по подобию пушечных ОБПС.

### Улучшение классической схемы
Важным является также такое направление в совершенствовании армейских винтовок, как повышение кучности боя.
В то время, как кучность боя одиночными выстрелами у современных серийных образцов существенно превосходит возможности среднестатистического стрелка, по кучности автоматического огня всё ещё остаются существенные резервы для улучшения. Наряду с традиционными, уже практически полностью исчерпанными, способами её повышения — такими, как уменьшения тряски оружия при работе автоматики, применение дульных тормозов и компенсаторов, снижение импульса отдачи за счёт перехода на менее мощный патрон, и так далее — разрабатываются и принципиально новые способы.
В результате проведённых в СССР широких исследований было выявлено две схемы, потенциально позволяющие добиться существенного (в несколько раз) улучшения кучности автоматического оружия при стрельбе из неустойчивых положений (с рук, с колена и так далее).
Первая — так называемая лафетная, или схема со смещением импульса отдачи — была ещё в 70-х годах применена в опытном автомате Никонова, который после длительного совершенствования был уже в России принят на ограниченное вооружение как АН-94. Подобная «лафетная» схема также применялась на немецкой опытной винтовке G11.
Благодаря особой конструкции оружия, все подвижные части которого (ствол, газоотводный двигатель, затворная коробка с затвором, и даже специальный промежуточный магазин на 2 патрона — ранние варианты даже имели подвижным весь основной магазин) могут двигаться по продольным направляющим внутри играющей роль лафета пластмассовой кожух-ложи, отдача практически не влияет на положение оружия до момента, когда все отстреленные пули покинут ствол.
Этот механизм работает только при стрельбе в специальном режиме — фиксированными короткими очередями по 2 патрона. На кучности боя одиночными и обычного автоматического огня он практически не сказывается, так что по этим параметрам АН-94 не имеет существенного преимущества над имеющимися серийными образцами автоматов.
Наряду с этим, конструкция АН весьма сложна, как в производстве, так и в эксплуатации, что делает его мало подходящим для введения в качестве основного армейского оружия. Кроме того АН-94 страдает от задержек.
Вторая схема — со сбалансированной автоматикой. Её представляют такие образцы, как автомат Кокшарова АЕК-971 и варианты автомата Калашникова — АК-107 и АК-108, созданные на базе более раннего автомата Александрова. Эта схема не позволяет повысить кучность автоматического огня столь радикально, как «лафетная» схема Никонова, зато улучшение достигается при любой длине очереди.
Её сущность состоит в том, что одновременно с движением затвора в противоположном направлении перемещается специальный балансир, приводимый в движение вторым газовым поршнем и синхронизированный с движением затвора при помощи реечно-шестерёнчатого механизма. Его движение и удар в крайне переднем положении компенсирует отход затвора назад и его удар в крайне заднем положении, за счёт чего существенно уменьшается тряска оружия при ведении автоматического огня.
Выигрыш в кучности автоматического огня не очень значителен и для АЕК составляет по различным оценкам около 15—20 % относительно АК74. С другой стороны, по иным данным кучность при стрельбе из неустойчивого положения стоя — в 1,5—2,0 раза лучше по сравнению со штатным АК74М, что уже является весьма существенным улучшением.
В 2018 году АЕК-971 и АЕК-973 приняты на вооружение ВС России.
Любопытной советской разработкой, направленной на повышение кучности при стрельбе очередями и поражающей способности оружия, был созданный в рамках той же темы «Абакан», что и АН и АЕК, двуствольный автомат AO-63, разработанный в 1980-х — 90-х годах. Он мог стрелять короткими очередями залпом сразу из двух стволов с очень высоким темпом — 6000 выстрелов в минуту. По кучности в этом режиме он не уступал автомату Никонова с его «лафетной» схемой. Впрочем, ещё раньше, в начале 1960-х годов, Германом Коробовым был создан ТКБ-059 («прибор 3Б»), который вёл залповый огонь с трёх стволов, что также позволяло существенно повысить кучность — однако это была чисто опытная конструкция, созданная для отработки данного принципа, и продолжения не имевшая.

### Гранатомётные комплексы
Наконец, можно отметить такой путь повышения боевых качеств автоматических винтовок и автоматов, как создание на их базе винтовочно-гранатомётных (автоматно-гранатомётных) комплексов.
Первый шаг в этом направлении был сделан с введением в семидесятые годы подствольных гранатомётов к имевшимся на вооружении винтовкам и автоматам. Они были выполнены в виде дополнительного съёмного узла, который устанавливался на часть штатного вооружения отряда (как правило, 2—4 на отделение) в качестве оружия поддержки.
В отличие от прежних ружейных гранат, которые запускались через ствол оружия при помощи специальной насадки (к тому же — часто только специальным холостым патроном), подствольные гранатомёты могли переноситься на оружии в заряженном виде, при этом не мешали стрельбе и могли быть приведены в действия в любой момент боя, что составляло большое преимущество. Тем не менее, они оставались однозарядными (американский M203 и немецкий AG36 заряжаются с казённой части гильзовым боеприпасом, советские модели — с дула безгильзовым), а это существенно ограничивало их боевые возможности — перезаряжание такого гранатомёта для следующего выстрела занимает довольно много времени, причём на это время стрелок лишён возможности вести огонь и из основного оружия.
Логическим развитием этой идеи стало появление винтовочно-гранатомётных и автоматно-гранатомётных комплексов, специально спроектированных в расчёте на совместное с подствольным гранатомётом использование. Таковые комплексы создавались как за рубежом, так и в СССР / России — например ОЦ-14 Гроза и А-91.
Однако американцы в своих разработках решили пойти дальше, объединив винтовку уже с самозарядным магазинным гранатомётом. Эти работы велись в рамках программы по созданию модульной автоматической винтовки нового поколения OICW. Считалось, что эффективность комплекса XM29, включавшего в себя 5,56-мм винтовку на базе HK G36 и 20-мм гранатомёт с гранатами воздушного взрыва, имеющими элементы самонаведения благодаря наличию встроенного в оружие баллистического вычислителя, будет превышать таковую комплекса М16/М203 в 5 раз. Основным компонентом в данном комплексе является именно гранатомёт, а стрелковое оружие носит вспомогательную функцию и в основном служит для поражения целей на недоступных для гранат малых дальностях (минимальная дистанция использования гранатомёта — около 50—100 метров).
Между тем, в процессе отработки концепции выяснилось, что масса получившегося комплекса в сборе превышает 8 кг, что было признано совершенно неприемлемым даже для оружия поддержки отделения, не говоря уже об инидвидуальном оружии, которым планировалось (по изначальным планам) вооружить до половины всех солдат. И это с учётом того, что эффективность 20-мм гранат была признана недостаточной, даже несмотря на «умную» систему подрыва, что требовало увеличения их калибра, а соответственно — и массы комплекса. Кроме того, стоимость его оказалась непомерно высока — более чем в 10 раз выше, чем у обычной автоматической винтовки.
В результате разработки в этом направлении на настоящий момент прекращены, вместо этого было принято решение создать на базе гранатомётного модуля OICW отдельный 25-мм самозарядный гранатомёт XM25 (OICW Increment 2), который можно было бы использовать в качестве эффективного оружия поддержки отделения. Разработки же «винтовочной» части привели к появлению на свет программы XM8 (OICW Increment 1), включавшей в себя широкий спектр оружия для американской армии на основе автоматической винтовки G36.
Тем не менее, в случае успеха этих программ предполагается, что в ходе дальнейшей отработки концепции оба модуля вновь будут объединены, уже с учётом появившихся к тому времени новых технологий, потенциально способных обеспечить облегчение и удешевление будущего комплекса OICW Increment 3 до приемлемых для серийного производства величин.
Таким образом, ставить точку в вопросе о том, будут ли на поле боя ближайшего будущего представлены системы оружия, подобные OICW XM29, ещё рано. Определённая тенденция к этому всё же имеется — например, по некоторой информации на недавней войне в Ираке армией США было израсходовано подствольных гранат больше, чем стрелковых боеприпасов, что свидетельствует о весьма существенном повышении роли этого вида оружия в современном бою и переходе его из категории вспомогательного на роль одного из основных.
В СССР отчасти аналогичный OICW образец оружия — опытный 5,45 / 12,7 мм автоматно-гранатомётный комплекс 80.002 — был создан ещё в середине 1970-х годов, причём оружие было намного компактнее и устроено гораздо эффективнее, чем XM29 — автомат и гранатомёт не существовали как два совершенно различных модуля, а имели общую автоматику, работающую на два ствола при общем затворе с двумя чашечками и двумя газовыми поршнями. Однако дальнейшего развития он не получил, вероятно — ввиду низкой эффективности 12,7-мм боеприпасов, а также общей бесперспективности.
Кроме того, в завершение стоит кратко обрисовать такие потенциально перспективные, в своё время отрабатывавшиеся, но пока не приведшие к появлению ощутимых результатов направления, как: использование жидкостного топлива и иных альтернативных взрывчатых веществ вместо обычного пороха; использование реактивных (ракетных) пуль, под которые в своё время в США была построена опытная автоматическая винтовка на базе пистолета Gyrojet; применение различных электромагнитных разгонных устройств (см. пушка Гаусса; на современном уровне развития технологий они ещё не пригодны для создания ручного оружия); использование в качестве поражающего средства оружия лазерного луча (в СССР в 80-х годах был создан лазерный пистолет Сулаквелидзе на основе пиротехнических ламп-вспышек, предназначенный для вооружения космонавтов и ведения огня в условиях невесомости и вакуума, но его мощности было достаточно только для поражения оптических систем или прожигания скафандров) и так далее.